# Karl Becker
Karl Josef Becker (Colonia, 18 aprile 1928 – Roma, 10 febbraio 2015) è stato un cardinale e teologo tedesco.

## Biografia
Dopo la maturità Becker ha studiato dal 1946 al 1948 filologia classica per tre semestri presso l'Università di Colonia e il 13 aprile 1948 è entrato nella Compagnia di Gesù. Dopo il noviziato, ha seguito dal 1950 al 1953 il corso di filosofia nel collegio dei gesuiti di Monaco di Baviera e dal 1955 al 1959 il corso di teologia cattolica presso il collegio dei gesuiti Sankt Georgen di Francoforte sul Meno. Il 31 luglio 1958 è stato ordinato presbitero.
Nel 1964 ha conseguito il dottorato in teologia con la dissertazione Die Rechtfertigungslehre nach Domingo de Soto. Das Denken eines Konzilsteilnehmers vor, in und nach Trient. ("La dottrina della giustificazione in Domingo de Soto. Il pensiero di un padre conciliare prima, durante e dopo Trento"). Fino al 1969 ha insegnato teologia dogmatica al collegio dei gesuiti Sankt Georgen. Dal 1969 ha insegnato alla Pontificia Università Gregoriana, divenendovi professore straordinario nel 1971 e professore ordinario nel 1975. Dal 2003 è stato professore emerito.
Papa Benedetto XVI lo ha nominato cardinale, nel concistoro del 18 febbraio 2012, della diaconia di San Giuliano Martire, di cui prende possesso il 22 aprile 2012. Era uno dei pochi cardinali a non aver ricevuto la consacrazione episcopale.
È morto a Roma la mattina del 10 febbraio 2015 all'età di 86 anni dopo diversi mesi di grave e dolorosa malattia.
Le esequie si sono tenute il 16 febbraio alle ore 14.45 all'altare della Cattedra della basilica di San Pietro. La liturgia esequiale è stata celebrata dal cardinale Angelo Sodano, decano del Collegio cardinalizio. Al termine della celebrazione papa Francesco ha presieduto il rito dell'ultima commendatio e della valedictio. La salma è stata poi tumulata nel sacello dei gesuiti del cimitero del Verano.

## Attività
Come teologo dogmatico si è occupato principalmente di sacramentaria e di dottrina della grazia.
È stato esperto al Concilio Vaticano II, dove si è distinto per le sue dichiarazioni circa la libertà religiosa e l'ecumenismo e si è impegnato nell'elaborazione della costituzione sulla Chiesa Lumen Gentium.
Papa Paolo VI il 15 settembre 1977 lo ha nominato consultore della Congregazione per la Dottrina della Fede, incarico che dal 1982 ha esercitato in collaborazione con l'allora prefetto Joseph Ratzinger.
Papa Benedetto XVI lo ha coinvolto nella preparazione della dichiarazione congiunta cattolico-luterana sulla giustificazione per fede e dopo il 2009 nei colloqui fra la Santa Sede e la Fraternità Sacerdotale San Pio X.

## Opere
- Der Gottesbeweis nach Marechal. Zusammengestellt auf Grund der Mélanges Joseph Maréchal, Pullach 1956
- Die Rechtfertigungslehre nach Domingo de Soto. Das Denken eines Konzilsteilnehmers vor, in und nach Trient., Analecta Gregroriana Rom 1967
- Wesen und Vollmachten des Priestertums nach dem Lehramt, Herder Freiburg 1970
- Trattati sul battesimo, sulla confermazione, sui sacramenti in genere: schemi e bibliografie, Pontificia Università Gregoriana, Facoltà di Teologia, 1977
- Catholic Engagement with World Religions: A Comprehensive Study (Faith Meets Faith), Orbis Books 2010, ISBN 978-1-57075-828-7, coautori: Ilaria Morali, Gavin D'Costa